# Protaetia bogdanoffi
Protaetia bogdanoffi är en skalbaggsart som beskrevs av Semyon Martynovich Solsky 1875. Protaetia bogdanoffi ingår i släktet Protaetia och familjen Cetoniidae. Inga underarter finns listade i Catalogue of Life.